# Labidostomis propinqua
Labidostomis propinqua es una especie de insecto coleóptero de la familia Chrysomelidae.
Fue descrita científicamente en 1837 por Faldermann.